# Belleza de Loulan
La Belleza de Loulan (楼兰美女), es una momia femenina caucásica descubierta el 1 de abril de 1980 por la arqueóloga china Mu Sun-ing (穆舜英) y algunos miembros del Instituto arqueológico Shinjang Uighur Academy of Social Sciences, en el desierto de Taklamakan en Sinkiang (China) cerca de la antigua Ruta de la Seda.

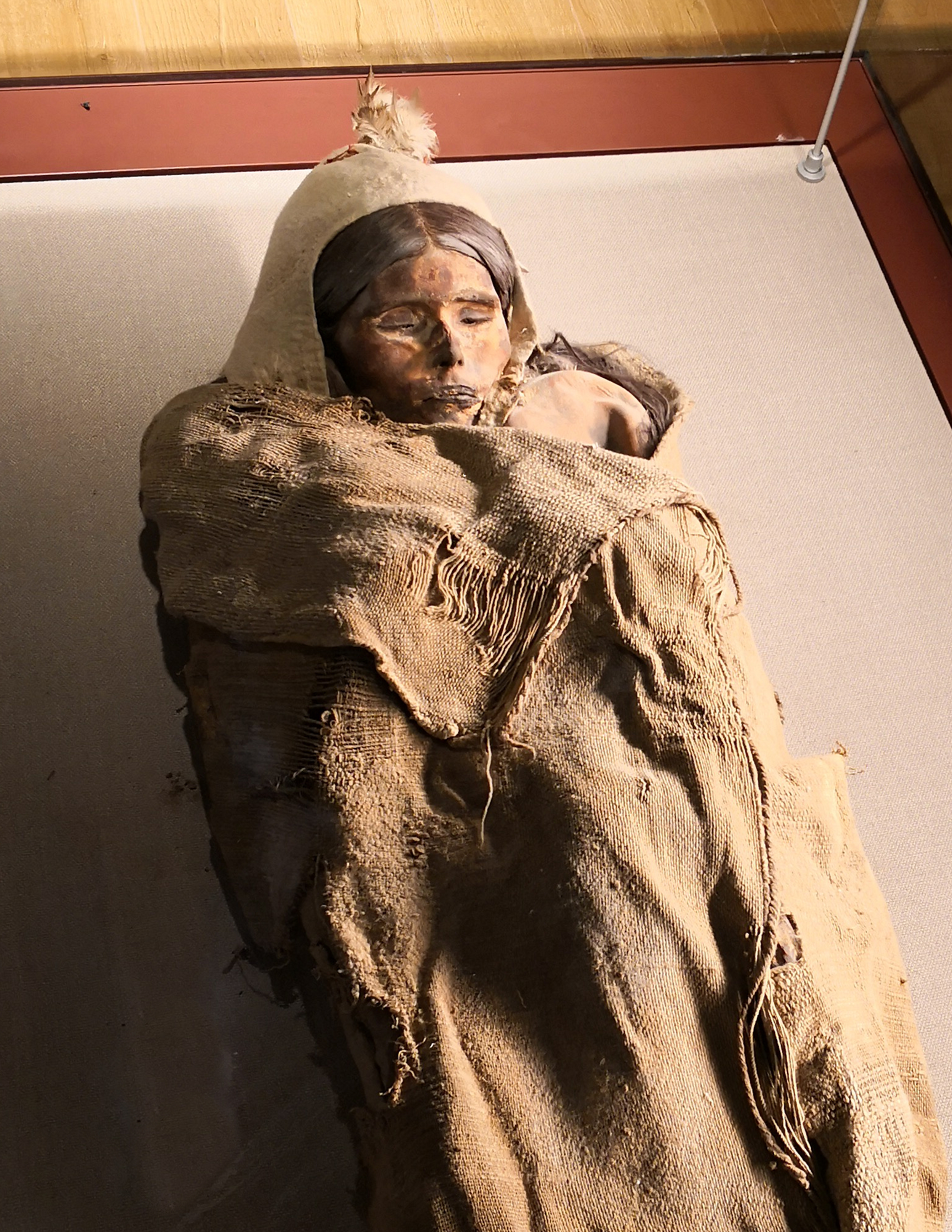
La belleza de Loulan, en exhibición en el museo.

Su apariencia no china, llevó a la creencia popular de que era de origen uigur. El gobierno chino, enfrentado al nacionalismo uigur, prohibió su estudio, pero muestras sacadas de contrabando del país fueron analizadas en 1993 indicando una ascendencia europea. Estos hallazgos fueron corroborados por investigadores chinos entre 2007 y 2009, por lo que desde entonces el gobierno chino permite su exhibición en museos.
Es el cadáver naturalmente preservado de una mujer caucásica con el pelo rubio rojizo y ojos azules, una altura de 1,51-1,52 cm y de 40 a 48 años. Su tipo de sangre era O y vivió en torno al 1900-1800 a. C.. Forma parte de las denominadas Momias del Tarim, que demostró la presencia de pueblos pastores seminómadas protoeuropeos en la región durante el segundo y primer milenio antes de Cristo, en un medio ambiente entonces estepario y con pequeñas arboledas, que progresivamente se fue desecando hasta desembocar en el posterior ambiente desértico más hostil. La mujer estaba envuelta en un manto de lana, cuero de vaca y lino y llevaba zapatos de cuero. Como las demás momias halladas en la región, se momificó naturalmente debido al medio árido y seco, al ser enterrada cerca de un lago salado en el desierto.
Sus prendas y zapatos estaban muy desgastados y repetidamente reparados. Tenía el cabello infestado de piojos y había inhalado una gran cantidad de arena, polvo y carbón, del humo de fogatas, falleciendo probablemente por complicaciones pulmonares.